# Buczek (jezioro)
Buczek – jezioro w Polsce, położone w województwie wielkopolskim, w powiecie gnieźnieńskim, w gminie Gniezno, na terenie Równiny Wrzesińskiej.

## Opis
Akwen jest połączony z Jeziorem Wierzbiczańskim. Brzeg zachodni jest zalesiony, brzeg wschodni jest zabagniony. Na północnym brzegu znajduje się niewielki półwysep. Obecnie akwenem opiekuje się Koło nr 8 Gniezno Miasto Polskiego Związku Wędkarskiego.

## Dane morfometryczne
Powierzchnia zwierciadła wody wynosi 13,8 ha. Zwierciadło wody położone jest na wysokości 97,1 m. Maksymalna głębokość jeziora wynosi 6 m.

## Hydronimia
Według urzędowego spisu opracowanego przez Komisję Nazw Miejscowości i Obiektów Fizjograficznych (KNMiOF) nazwa tego jeziora to Buczek. W różnych publikacjach i na mapach topograficznych jezioro to występuje pod nazwą Byczek.